# William Walker Atkinson
William Walker Atkinson (Baltimora, 5 dicembre 1862 – Los Angeles, 22 novembre 1932) è stato un giurista e filosofo statunitense.

## Biografia
Nato da Emily Mittnacht e William C. Atkinson, dopo avere frequentato le scuole pubbliche, praticò la professione forense sino al 1895, quando divenne Procuratore presso il Foro della Pennsylvania. Nel 1889 sposò Margaret Forster Black, da cui ebbe due figli.
Intorno al 1900, a seguito di una grave crisi personale, si avvicinò alla scuola di pensiero del New Thought. Tale scuola, allora molto nota, propugnava il raggiungimento di benessere e felicità tramite lo studio della filosofia e della teologia. Trasferitosi a Chicago, riprese l'attività di avvocato iniziando nel contempo l'attività di scrittore, presso l'editore Flower & Towne, legato anch'esso alla scuola del New Thought. In seguito aprì una propria scuola, la Atkinson School of mental science. 
Prima del 1920 (anno dal quale iniziò a firmare i testi con il proprio nome), utilizzò numerosi pseudonimi: Theodor Sheldon (con il quale firmò Vim Culture, 1913), Magus Incognito, I Tre Iniziati (Autori del volume "Kybalion", ispirato alla filosofia ermetica). Il più noto, tuttavia, è Ramacharaka Yoghi: quello con il quale firmò dal 1900 al 1915 opere le più importanti; viene tramandato, ma forse è solo "leggenda metropolitana", che tale pseudonimo sia stato scelto in onore dell'omonimo mentore del Maestro indiano Baba Bharata, col quale fu a lungo in contatto spirituale. Ramacharaka, nato nel 1799 in India, conoscitore dei testi conservati nelle biblioteche lamaiste, avrebbe trasmesso a Baba Bharata le conoscenze in essi trattate. Vi sono indizi, non certezze, che durante l'esposizione mondiale svoltasi a Chicago nel 1892 Atkinson si sia ivi incontrato con lo swami Vivekananda, discepolo di Ramakrishna. Ramacharaka Yoghi è l'autore del commento a La Luce Sul Sentiero, opera trasmessa da ignota fonte a Mabel Collins.
Nel 1920, ritenuti i gruppi aderenti al New Thought troppo settari e poco concreti, uscì dal movimento e si dedicò alla ristrutturazione organica del complesso delle sue opere, aggiornandole e pubblicando nuovi compendi come l'Energia mentale. Morì nel 1932.

## Opere
Le sue opere godettero di vasta popolarità anche in Italia, negli anni venti, con edizioni "Bocca" e "Atanor". Negli anni ottanta le case editrici Fratelli Melita Editori, I Dioscuri e Bastogi pubblicarono la ristampa anastatica di alcune opere, oggi in parte disponibili presso altri editori (Venexia, Giunti-Demetra). I testi di Atkinson manifestano profondità e attualità di pensiero. Con linguaggio piano scevro di compiacimento dialettico, l'autore espone le dottrine più occulte delle diverse religioni e filosofie. Attraverso una loro rilettura critica, alla luce sia del pensiero pragmatico che di Emerson, Atkinson avvia alla ricerca indipendente di soluzioni a domande perenni: la missione dell'uomo nella storia del mondo e l'intima ragione della sofferenza personale, e vuole rendere prossima una soluzione di radicale letizia. Anche nella lettura critica di un testo occulto ed ermetico come La luce sul sentiero (sulla cui reale provenienza, peraltro, l'autrice Mabel Collins fornì di volta in volta diverse versioni), cultura ed afflato umanitario si fondono perfettamente, per poi esprimersi pienamente nelle 14 lezioni di Filosofia Yoga ed occultismo orientale. Il suo Cristianesimo Mistico fu oggetto di attenta disamina nella Chiesa nel periodo conciliare, mentre un best Seller francese degli anni settanta, il Terzo Occhio (il cui autore si presentò, nel 1956, col nome di Rampa, quale Lama tibetano fuggito all'estero) è debitore di intere parti del suo La Vita dopo la Morte. Le emergenze attuali rendono sempre più moderno il pensiero di Atkinson. Per Massimo Scaligero, lo Yoghi Ramacharaka è stato capace di esprimere in idee viventi, atte a essere assimilate con profitto dagli occidentali moderni, il valore noetico dello "Yoga", così sviluppandolo a nuova forma.
Molti libri di Atkinson, alias Ramacharaka, in traduzione italiana sono stati pubblicati in specie dalla casa editrice Bocca negli anni 1920-1955, poi dalle edizioni Napoleone negli anni settanta e Bussola negli anni ottanta, dalle edizioni I Dioscuri e dalla Fratelli Melita Editori negli anni novanta, dalla casa editrice Venexia dopo il 2000; e da Giunti-Demetra. I volumi compaiono talora in ristampe anastatiche; altre volte sono stati ricomposti o reimpaginati.
Libri di William Walker Atkinson in traduzione italiana (tra parentesi è indicato il nome o lo pseudonimo usato dall'autore) editi da Venexia Editrice sono:
- La Scienza del respiro (Yogi Ramacharaka)
- L'Energia mentale: il segreto della magia (W. W. Atkinson)
- La Cura dell'acqua (Yogi Ramacharaka)
- Il Kybalion (I Tre Iniziati)
- La Guarigione psichica (Yogi Ramacharaka)
- La Vita oltre la morte (Yogi Ramacharaka)
- Hatha Yoga (Yogi Ramacharaka)
- La Dottrina segreta dei Rosacroce (Magus Incognito)
- Il Segreto del successo (W.W. Atkinson)
- La Luce sul sentiero: il vero sapere [la prima parte del Corso avanzato di filosofia yoga e di occultismo orientale che commenta il classico dell'esoterismo di Mabel Collins] (Yogi Ramacharaka)
- Il Segreto della memoria (W. W. Atkinson)
- La Suprema sapienza (Yogi Ramacharaka)
- Cristianesimo mistico (Yogi Ramacharaka)
- Respirazione e salute (W. W. Atkinson)
- Jnana Yoga (Yogi Ramacharaka)
- Il segreto della chiaroveggenza e dei poteri occulti (Swami Panchadasi)
- Quattordici lezioni sulla filosofia Yoga. Club del Libro.
- La vita dopo la morte. Giunti Demetra (2007).
- "L'insegnamento dei Maestri Arcani" (William Walker Atkinson) Venexia edizioni 2019